# Brave Search
Brave Search è un motore di ricerca sviluppato da Brave Software, Inc. e impostato come motore di ricerca predefinito per gli utenti del browser Brave in Stati Uniti, Canada, Regno Unito, Francia e Germania.

## Storia
Brave Search afferma di puntare ad una ricerca gratuita e indipendente dalle Big Tech supportata da pubblicità e opzioni di ricerca a pagamento senza pubblicità. Spera di esplorare l'opportunità di introdurre la compartecipazione alle entrate BAT a questi annunci in modo simile alla piattaforma pubblicitaria Brave.
Il servizio è lanciato in versione beta nel marzo 2021, in seguito all'acquisizione di Tailcat, un motore di ricerca incentrato sulla privacy per Cliqz. In questa prima fase, oltre al proprio indice indipendente, Brave Search integrava i risultati di Bing per le ricerche più complesse, pari al 13% del totale.
Nell'ottobre 2021, Brave Search è diventato il motore di ricerca predefinito per gli utenti del browser Brave negli Stati Uniti, Canada, Regno Unito (in sostituzione di Google Search), Francia (sostituendo Qwant) e Germania (sostituendo DuckDuckGo).
Nel giugno 2022, Brave Search ha terminato la sua fase beta ed è stato completamente rilasciato. Oltre al lancio, è stata aggiunta la nuova funzione Goggles che consente agli utenti di applicare le proprie regole e filtri alle ricerche.
Nell'aprile 2023, il motore di ricerca elimina definitivamente ogni sua dipendenza da motori di ricerca terzi, utilizzati fino a quel momento per il 7% delle richieste totali, facendo uso esclusivamente del proprio indice web indipendente. Tuttavia, in caso si utilizzi il servizio sul browser Brave, l'utente può consentire al browser di controllare in modo anonimo Google per la stessa ricerca se i risultati proposti non sono soddisfacenti.
Nell'aprile 2024, Brave Search introduce "Rispondi con IA", una funzionalità che permette di utilizzare un LLM per rispondere alle ricerche più complesse, utilizzando i risultati web per fornire le informazioni più aggiornate.
Ad agosto 2024, il motore di ricerca conta in media circa 30 milioni di richieste giornaliere.

## Caratteristiche
La ricerca tramite Brave Search ha varie funzionalità progettate per migliorare l'esperienza degli utenti:
- Brave Search utilizza il proprio indice web. Secondo Brave, l'indice è stato mantenuto "intenzionalmente più piccolo di quello di Google o Bing" per aiutare a evitare spam e altri contenuti di bassa qualità, con lo svantaggio che "Brave Search non è ancora bravo come Google nel recuperare specifiche pagine."[10]
- Brave Search Premium: gli utenti possono facoltativamente creare un account con Brave Search Premium per supportare direttamente Brave Search per i suoi risultati di ricerca indipendenti e imparziali. Brave Search è attualmente un sito web che include pubblicità e gli utenti premium hanno invece un'esperienza senza pubblicità.[11]
- Opt-in raccolta dei dati: i dati dell'utente, inclusi gli indirizzi IP, non vengono raccolti dai suoi utenti per impostazione predefinita.[12] È richiesto un account premium per la possibile raccolta dei dati.[11]
- Discussioni: una funzionalità che mostra le conversazioni relative alla ricerca, come i commenti sul sito Web Reddit.[13] Quando un utente cerca e scorre verso il basso, se disponibile, sarà presente una sezione che conterrà vari forum in cui l'utente può fare clic su uno per vedere una risposta da un utente di una comunità online.
- Goggles: una funzionalità che consente agli utenti di applicare le proprie regole e filtri a una ricerca.[5]
- Riepilogo: una funzione di riepilogo basata sull'intelligenza artificiale alimentata dall'intelligenza artificiale di Brave.[14]

## Raccolta dati
Brave search implementa un certo livello di raccolta dei dati quando gli utenti acconsentono. Questo viene fatto attraverso il Web Discovery Project (WDP). Il progetto è una metodologia e un sistema sviluppato da Brave Software, Inc. per raccogliere i dati generati dai propri utenti proteggendone allo stesso tempo  la privacy e l'anonimato. Gli utenti possono aderire in qualsiasi momento durante l'utilizzo del motore di ricerca modificando le impostazioni, non è richiesto un account per questa funzione. A partire dal 2022, i dati del WDP sono stati utilizzati per la classifica dei risultati di ricerca.